# Ahir

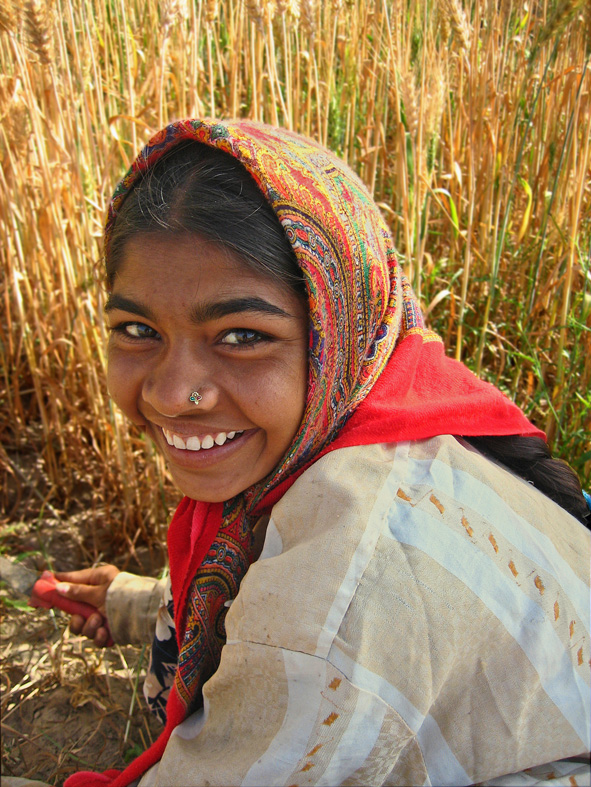
Kobieta z kasty Ahirów

Ahir (sanskr. ahīr) – kasta pasterzy i mleczarzy w północno-zachodnich Indiach (głównie Maharasztra). Utożsamiani ze starożytnymi Abhirami. Posługują się dialektem języka marathi. Są wyznawcami Mahadewy.